# Roodbruine graver
De bietengraafkever (Clivina fossor) is een keversoort uit de familie van de loopkevers (Carabidae). De wetenschappelijke naam van de soort werd in 1758 gepubliceerd door Carl Linnaeus in de tiende editie van Systema naturae. De soortaanduiding fossor is een Latijns zelfstandig naamwoord, en betekent "mijnwerker", verwijzend naar de gravende leefwijze van de soort.